# ゆりかご

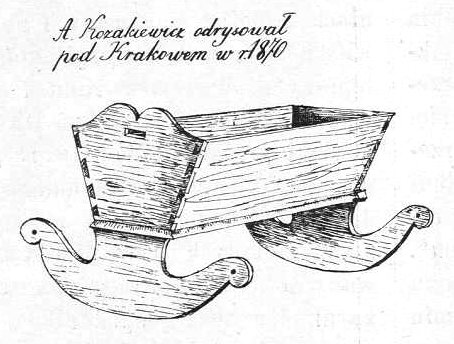
19世紀末～20世紀初頭頃のゆりかご

ゆりかご（揺り籠）は、幼児・乳幼児を収めてあやすための道具（家具・容器・寝具）である。揺籃（ようらん）ともいう。英名：cradle

## 概要
ゆりかごは、まだ自力で移動することのできない赤ちゃんなどを収めて揺らすことで、楽しませたり安眠できるようにするための道具である。ものによっては、籠を天井などから吊り下げたり、または篭ではなく木の箱に揺らすための機能をつけたものも、このように呼ばれる。
古くは自力で移動するハイハイができるようになった乳幼児でも、家庭内で目を離した隙に段差などから落ちたりしてケガをしないよう、こういったゆりかごに収めておく様式も見られたが、近代以降ではベビーベッドなど、より広い内部で自由に移動できるようにした家具が用いられる傾向がある。

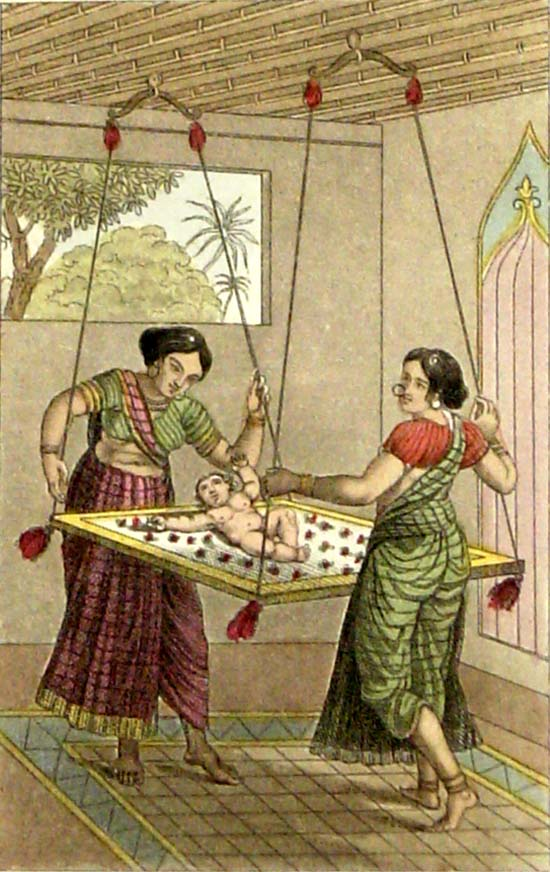
1820年代の石版画。インドのゆりかご。

乳幼児は、首が据わってくるようになると、なぜか揺らされることを喜ぶ傾向がある。いわゆる「高い高い」などのあやし方も周知であり、ゆりかごは子供をゆっくり楽に揺り動かすために利用される。新生児を寝かせて、首や頭をしっかり支えた状態で、ゆっくり揺らして“あやす”場合もある。ゆりかごは、主に仰向けに寝かせて揺らしてあやすために用いられる。
なお、首が据わっていない新生児や体の未発達な乳児は、過度に体（特に頭部）を揺すると「揺さぶられっ子症候群」になるなどの危険性があるので注意が必要で、ゆりかごでは多くの場合、構造上でそこまで激しく揺することはできないが、実際に事故が起きた事例も報告されている。また製品に難があり、死亡事故が多発、リコールされたケースも存在している。
赤ちゃんが、なぜ揺すられて喜ぶかについてはよくわからないことも多い。しかしながら、こういったゆりかごは、世界各地にその類型が見出せる。

## 用法として
- 「ゆりかごから墓場まで」とは、第二次世界大戦後のイギリスにおける社会福祉政策のスローガンである。これは人生を通してケアするという意味である。世に生まれて、初めて接する道具がゆりかごという位置付けによる。
- 「人類のゆりかご」とは、ツィオルコフスキーが地球を指していった言葉。やがて成熟した人類は、宇宙に飛び出すだろうと予見した科白としてしばしば引用され、宇宙開発の歴史上で利用される。